# Ramen för rättsstatsprincipen
Ramen för rättsstatsprincipen är ett förfarande inom Europeiska unionen som kan användas för att varna en medlemsstat som inte upprätthåller rättsstatens principer i sin rättsordning. Förfarandet inleds av Europeiska kommissionen om den anser att en medlemsstat åsidosätter rättsstatens principer. Möjligheten att använda sig av förfarandet skapades av kommissionen under 2014 för att komplettera de redan existerande förfarandena (överträdelseförfarande och artikel 7-förfarande) för att garantera att medlemsstaterna uppfyller sina skyldigheter enligt unionens fördrag.
Ramen för rättsstatsprincipen består av tre steg. Det första steget inleds om kommissionen får tydliga indikationer på att en medlemsstat åsidosätter rättsstatens principer, till exempel genom den europeiska rättsstatsmekanismen. Kommissionen utreder då förhållandena och inleder en dialog med den berörda medlemsstaten. Kommissionen kan utfärda ett yttrande, som sedan medlemsstaten får ta ställning till. Om kommissionen anser att medlemsstaten inte vidtar tillfredsställande åtgärder kan det andra steget inledas. Kommissionen kan då utfärda en rekommendation som innehåller förslag på åtgärder som den berörda medlemsstaten bör vidta inom en viss utsatt tid. I det tredje steget undersöker kommissionen vilka åtgärder medlemsstaten har vidtagit. Om kommissionen finner att medlemsstaten inte följer de rekommenderade åtgärderna, kan den gå vidare med ett artikel 7-förfarande.
Europaparlamentet uppmanade kommissionen att inleda en granskning mot den ungerska regeringen Orbán under 2015, men kommissionen avstod från att göra detta. Däremot inledde kommissionen ett förfarande mot den polska regeringen Szydło i januari 2016. Detta resulterade i att kommissionen antog en rekommendation den 27 juli 2016. Kommissionen antog ytterligare två rekommendationer angående rättsstatsprincipen i Polen den 21 december 2016 respektive den 26 juli 2017. Den 20 december 2017 antog kommissionen en fjärde rekommendation och inledde samtidigt ett artikel 7-förfarande.